# Вальсбург
Вальсбург (нем. Wahlsburg) — упразднённая община в Германии, в земле Гессен. Подчинялась административному округу Кассель. Входила в состав района Кассель. Население составляло 2243 человека (на 31 декабря 2010 года). Занимала площадь 11,43 км². Упразднена с 1 января 2020 года.